# Brachymeria taiwana
Brachymeria taiwana är en stekelart som först beskrevs av Matsumura 1911.  Brachymeria taiwana ingår i släktet Brachymeria och familjen bredlårsteklar. Inga underarter finns listade.